# Simon Rattle
Simon Denis Rattle, född 19 januari 1955 i Liverpool, är en brittisk dirigent. Rattle är för närvarande chefsdirigent och konstnärlig ledare för London Symphony Orchestra (LSO). Han var under perioden 2002–2018 chefsdirigent och konstnärlig ledare för Berlinerfilharmonikerna och första gästdirigent för the Orchestra of the Age of Enlightenment.
Simon Rattle studerade vid Royal Academy of Music i London och tog examen 1974. Samma år vann han den prestigefyllda tävlingen John Player International Conducting Competition och utnämndes till assisterande dirigent för Bournemouth Symphony and Sinfonietta. Efter det följde en rad gästdirigentposter, inklusive förste gästdirigent för Rotterdamfilharmonin.
Han blev chefsdirigent och konstnärlig rådgivare för City of Birmingham Symphony Orchestra (CBSO) 1980 och konstnärlig ledare 1990–1998. Förutom CBSO arbetade Rattle bland annat med Londonfilharmonikerna och London Sinfonietta.
Han gjorde USA-debut med Los Angelesfilharmonin 1979 och har även varit en regelbunden gäst hos Boston Symphony Orchestra. 1987 dirigerade Simon Rattle Berlinfilharmonikerna för första gången.
Han har dirigerat en mängd operaföreställningar för English national Opera, Royal Opera House Covent Garden och Nederlands Opera. 1993 debuterade han med Wienerfilharmonikerna och hans inspelning av samtliga Beethovensymfonier med orkestern gavs ut året efter. Han utsågs till chefsdirigent för Berlinerfilharmonikerna 2002.
Simon Rattle adlades av den brittiska drottningen 1994 och är i Frankrike officier de l’ordre des Arts et des Lettres. Han har gjort över 70 inspelningar för skivbolaget EMI. Hans inspelning av Mahlers samtliga symfonier med CBSO kom 2005.

## Utmärkelser
- Royal Philharmonic Society Award (Conductor),  1990[1]
- Echo Klassik för årets dirigent,  1994
- Albert-medaljen,  1997
- Royal Philharmonic Society Gold Medal,  1999
- Echo Klassik för klassiskt utan gränser,  2000
- Echo Klassik för årets dirigent,  2003
- Schillerpreis der Stadt Mannheim,  2005
- Urania-Medaille,  2007
- Officerare av Förbundsrepubliken Tysklands förtjänstorden,  2009
- Wolfpriset i konst,  2012
- Léonie Sonnings musikpris,  2013
- Berlins förtjänstorden,  1 oktober 2018[2]
- Förbundsrepubliken Tysklands förtjänstorden - stora kommendörskorset med stjärna,  2021
- Classic Brit Awards
- Sibeliusmedaljen
- Grammy Award
- Hedersdoktor vid Oxfords universitet
- Knight Bachelor
- Riddare av Hederslegionen
- Guldmedalj "Zasłużony Kulturze Gloria Artis"
- Gloria Artis (kulturpris)
- Förtjänstorden
- Brit Award for Classical Recording
- Hedersdoktor vid universitetet i Birmingham
- Kommendör av 2 klass av Brittiska imperieorden

[Redigera Wikidata]